# Vailly-sur-Sauldre

Vailly-sur-Sauldre este o comună în departamentul Cher, Franța. În 1 ianuarie 2022 avea o populație de 649 de locuitori.